# Квест (телесериал)
«Квест» — российский телесериал в жанре криптоисторического экшна. Создан продюсерским центром «ИВАН!» по заказу телеканала «СТС». Первый сезон выходил с 26 октября по 5 ноября 2015 года.
Платная интернет-премьера второго 8-серийного сезона состоялась на сайте Megafon.TV в конце декабря 2016 года.
Телевизионная премьера второго сезона состоялась на телеканале «СТС» 30 октября 2017 года. Новые серии выходили в эфир с понедельника по четверг в 01:00.
Теглайн: «Пройти, чтобы выжить».

## Сюжет
Семеро незнакомых друг другу человек отравлены смертоносным ядом. Они вынуждены выполнять задания тайного общества для того, чтобы успеть получить временное противоядие, и остаться в живых. В борьбе за свои жизни они должны будут получить ответы на главные вопросы: кто организовал смертельный квест, и почему для его прохождения были отобраны именно они.
Действие происходит в Риге. Одним из лиц, вокруг которого закручен сюжет, является Яков Брюс.

## Персонажи

### В главных ролях
| Актёр             | Роль                                                                                         |
| ----------------- | -------------------------------------------------------------------------------------------- |
| Павел Прилучный   | Денис (Дэн) Вадимович Мельников 23 года, музыкант, диджей                                    |
| Агата Муцениеце   | Александра (Саша) Николаева 20 лет, студентка                                                |
| Марина Петренко   | Марина Арсеньевна Герасимова 24 года, журналист газеты «Рига сегодня»                        |
| Илья Иосифов      | Вячеслав (Слава) 22 года, программист, хакер                                                 |
| Михаил Евланов    | Алексей Евгеньевич Хмурый 36 лет, телохранитель Шахова, отставной военный                    |
| Пётр Рыков        | Пётр Сергеевич Греков (Грек) 32 года, автослесарь, техник-перегонщик                         |
| Иван Шибанов      | Сергей Александрович Шахов 39 лет, представитель аудиторской компании «Стокер энд Файерберд» |
| Алексей Франдетти | Марат (2 сезон) 25 лет, сводный старший брат Саши                                            |
| Лидия Пупуре      | Вера Константиновна Окуловская (2 сезон) дочь дипломата Константина Окуловского              |

### В ролях
| Актёр                    | Роль                                                                             |
| ------------------------ | -------------------------------------------------------------------------------- |
| Юрис Стренга             | Яков Брюс                                                                        |
| Яна Крайнова             | администратор бара «Фантом» / автоинформатор / координатор                       |
| Анете Саулите Романовска | Анна Аникитина внебрачная дочь генерал-губернатора Репнина                       |
| Эдгарс Озолиньш          | Григорий Алексеевич Битгер помощник Якова Брюса                                  |
| Эгилс Мелбардис          | Валдис Калванс майор центрального управления уголовной полиции Риги, следователь |
| Эмилс Акулис             | Курпнекс помощник следователя полиции                                            |
| Илзе Блауберга           | Мара Янчевска следователь полиции                                                |
| Иварс Пуга               | Алексей Антипов (1 и 7 серии) адвокат                                            |
| Петерис Гаудиньш         | Старший работодатель Хмурого                                                     |
| Виталий Яковлев          | Зелёный Эд (2, 6 и 8 серии) торговец б/у запчастями, бандит, приятель Грека      |
| Роман Волобуев           | Ступкин коллега Марины, журналист газеты «Рига сегодня»                          |
| Яков Рафальсон           | Никита Сергеевич Ямпольский (3 и 4 серии) заместитель директора музея            |
| Зане Янчевска            | Шарлотта Витольдовна (3 и 4 серии) смотрительница музея                          |
| Арис Розенталс           | профессор (4 и 5 серии)                                                          |
| Семён Лопатин            | Виталий (6 серия) старший брат Дэна                                              |
| Дидзис Йоновс            | Сосновский (7 серия) застройщик                                                  |

## Съёмки
- Съёмки сериала стартовали 24 апреля 2014 года[3] в Риге[4].
- Телесериал поделён на два сезона по 8 серий[5]. У каждого — свой режиссёр: Андрей Загидуллин и Александр Данилов. Для обоих из них — это дебют на телевидении[6].
- Режиссёра Андрея Загидуллина создатели пригласили на проект, увидев в Интернете его короткометражный фильм «Наблюдатель»[7]. Ему устроили череду тестов: он рисовал раскадровку сцен, снимал тизер, доказывал, что умеет работать с группой, а также прошёл процесс согласования своей кандидатуры с телеканалом СТС. И только после этого с ним был подписан договор[8].
- Специально для сериала несколько художников вручную выковали часть артефактов: медную шкатулку с секретом, металлический шар, шифровальную машинку, шприц[9]. Магические часы, ларец Якова Брюса с секретным замком, криптографические устройства были сделаны вручную мастером из Белоруссии[10].
- В процессе съёмок было задействовано более 150 локаций в столице Латвии и её окрестностях[11]. Съёмки сериала проходили и на водонапорной башне, и в музее, и в катакомбах под Ригой, и на заброшенном немецком кладбище, и в старинном Яунпилсском замке[12].
- Ради съёмок в сериале Агате Муцениеце пришлось превратиться из длинноволосой блондинки в шатенку с короткой стрижкой, а Павлу Прилучному, напротив, предстать с русыми волосами по плечи[13].
- Длинные волосы до плеч у героя Павла Прилучного были выбраны гримёрами для того, чтобы подчеркнуть творческую профессию его героя Дэна. Согласно сюжету, он музыкант и диджей[14].
- Во время досъёмок «Квеста» мимо проходил военный, который не понял, что находится на съёмочной площадке телесериала, и набросился на Павла Прилучного для того, чтобы освободить заложницу из рук актёра[15].
- Латышских актёров в сериале озвучил известный переводчик эпохи VHS Андрей Гаврилов[16].
- Роман Волобуев, один из сценаристов:

По производственным мощностям — это полноценное кино. Я ни разу не видел, чтобы на русских сериалах происходило нечто подобное!
| Сезон | Серии          | Премьера сезона | Финал сезона  |
| ----- | -------------- | --------------- | ------------- |
| 1     | 1—8 (8 серий)  | 26 октября 2015 | 5 ноября 2015 |
| 2     | 9—16 (8 серий) | 30 октября 2017 | 9 ноября 2017 |

## Факты
- Сериал был впервые анонсирован в 2013 году[18].
- В промотизере сериала «Квест» снимался актёр Седьмой студии Гоголь-центра Михаил Тройник[19], однако в самом сериале он участия уже не принимал.
- Для актрисы Агаты Муцениеце Рига — родной город. На съёмки сериала она поехала вместе с мужем Павлом Прилучным и их сыном Тимофеем[20].
- У актрисы Марины Петренко роль Марины в сериале «Квест» является одной из самых любимых в её фильмографии[21].
- «Квест» стал четвёртым совместным проектом Павла Прилучного и Агаты Муцениеце[22].

## Отзывы
- 20 сентября 2015 года журнал «Профиль» внёс сериал в список главных новых сериалов 2015 года[23].

## Адаптация
В ноябре 2019 года появилась информация, что американская телекомпания NBC решила адаптировать российский сериал «Квест». Адаптация получит название — «Escape».